# Cyclocéphaliens
Les cyclocéphaliens (substantif mascuslin pluriel)  sont un groupe tératologique constitué des cyclopes, des  cyclocéphales, des éthmocéphales, des cébocéphales, des édocéphales et des arhinocéphales.  Ce sont des êtres atteints d'une malformation de la face incluant la fusion des deux yeux en un œil médian ou la réunion des deux yeux dans une orbite unique médiane ou un rapprochement exagéré des deux orbites.
Cette malformation peut être associée à d'autres anomalies et surtout à l'holoprosencéphalie.
On parle de « monstruosité cyclocéphalique ». 

## Liste des malformations
Le terme cyclocéphaliens regroupe les êtres atteints des malformations congénitales suivantes classées par ordre alphabétiques  : 
- Arhinencéphalie (un arhinencéphale) : malformation caractérisée par l'absence de bulbe ou de bandelette olfactives et défaut du développement de la face (absence de la partie moyenne des lèvres supérieures, de la sous-cloison et de la cloison nasale donnant l'aspect de faux fente labial médiane total). L'arhinencéphalie est associée à un hypotélorisme et à une trigonocéphalie. Il s'agit d'une forme légère de l'ectroprosopie résultant d'un défaut de développement du bourgeon frontal et du cerveau olfactif (rhinocéphale).
- Cébocéphalie (un cébocéphale) : malformation caractérisée par la présence d'une hypotélorisme orbital associé à un appareil nasal atrophié et réduit à une seule narine simple, ce qui donne au cébocéphale une certaine ressemblance avec le singe (d'où le nom de cébocéphale, formé à partir des mots grecs κῆβος [kễbos], singe à longue queue et κεφαλή [kephalế], tête).
- Cyclocéphalie (un cyclocéphale) : malformation caractérisée par le fait que deux yeux sont confondus en un seul œil et dont l'appareil nasal est complètement atrophié.
- Cyclopie (un cyclope) : la forme la plus connue des cyclocéphaliens du fait de la mythologie. C'est une malformation caractérisée par la fusion des deux orbites sur la ligne médiane et l'existence d'un seul globe oculaire médian, situé dans une seule orbite, avec des degrés variables de dédoublement intrinsèque des structures oculaires internes, ou simplement, deux yeux joints à des degrés variables (synophtalmie). Elle s'accompagne d'une arhinie (absence du nez), et de la présence d'un proboscis sus-orbitaire localisé sur la ligne médiane, au-dessus de l'œil unique. La cyclopie est la forme la plus sévère des anomalies de la face qui sont associées à l'holoprosencéphalie alobaire. Elle est due à l'absence de développement du bourgeon frontal rentrant dans le cadre de l'ectroprosopie.
- Édocéphalie (un édocéphale) : malformation caractérisée par la présence d'une seule orbite contenant un œil ou deux yeux ; cette orbite est surmontée d'une trompe en forme de pénis (proboscis) ; l'édocéphale est caractérisé aussi par la réunion des deux oreilles sous la tête, et l'absence de la bouche (astomie).
- Éthmocéphalie (un éthmocéphale) : malformation caractérisée par deux orbites qui sont très rapprochées (hypotélorisme orbital extrême), sans être confondues et dont l'appareil nasal n'est pas formé (arhinie) avec la présence d'un proboscis sous forme d'une petite trompe se terminant par une ou deux narines et localisé sur la ligne médiane, entre les deux yeux.